# Sparkasse Uckermark
Die Sparkasse Uckermark ist eine öffentlich-rechtliche Sparkasse mit Sitz in Prenzlau. Sie entstand 1994 aus den ehemaligen Kreissparkassen Angermünde, Prenzlau und Templin. Eingetragen ist sie beim Amtsgericht Neuruppin unter der Registernummer HRA 931. Als Teil der Sparkassen-Finanzgruppe bietet die Sparkasse Uckermark Finanzdienstleistungen für Privat- und Firmenkunden an.

## Organisationsstruktur
Die Sparkasse Uckermark ist eine (mündelsichere, dem gemeinen Nutzen dienende rechtsfähige) Anstalt des öffentlichen Rechts nach dem Recht der Bundesrepublik Deutschland und betreibt die in der nach § 32 Abs. 1 Nr. 1 des Brandenburgischen Sparkassengesetzes (BbgSpG) erlassenen Rechtsverordnung vorgesehenen Geschäfte. Rechtsgrundlagen sind das Brandenburgische Sparkassengesetz, die Sparkassenverordnung des Landes Brandenburg und die durch den Verwaltungsrat der Sparkasse Uckermark erlassene Satzung. Organe der Sparkasse sind nach dem Sparkassengesetz der Verwaltungsrat und der Vorstand.

## Geschichte
Die Geschichte der Kreissparkasse Templin reicht zurück bis in das Jahr 1822, in dem die erste Sparkasse in der Uckermark gegründet wurde.
Im Jahre 1994 entstand die Sparkasse Uckermark aus der Fusion, der Kreissparkassen Angermünde, Prenzlau und Templin.

## Geschäftszahlen
Die Sparkasse Uckermark wies im Geschäftsjahr 2023 eine Bilanzsumme von 1,354 Mrd. Euro aus und verfügte über Kundeneinlagen von 1,172 Mrd. Euro. Gemäß der Sparkassenrangliste 2023 liegt sie nach Bilanzsumme auf Rang 294. Sie unterhält 12 Filialen/Selbstbedienungsstandorte und beschäftigt 200 Mitarbeiter.